# FIFA Manager 06
FIFA Manager 06 – komputerowa gra sportowa z elementami ekonomicznymi o tematyce piłki nożnej, wyprodukowana przez studio Birght Future i wydana w 2005 roku przez Electronic Arts. Jest ona częścią serii gier komputerowych FIFA Manager.

## Nowe funkcje
W tej edycji gry po raz pierwszy zastosowano system rozwijalnych menu. Wprowadzono również nowe narzędzie służące do złożonych analiz - Match Analysis Tool.

## Soundtrack
FIFA Manager 06 jest jedyną edycją w całej serii, w której zawarta została muzyka prawdziwych zespołów:
1. Diva International - Nothing To Do
2. Exitpilot - Circles Cycles and Braincells
3. Hard-Fi - Cash Machine
4. McQueen - Running Out of Things to Say
5. Midnight Juggernauts - Fire Below
6. Stereophonics - Dakota
7. The Rakes - Retreat
8. Vatican DC - Antisocial
9. WhiteSilver - In Brief